# 眼瞼下垂

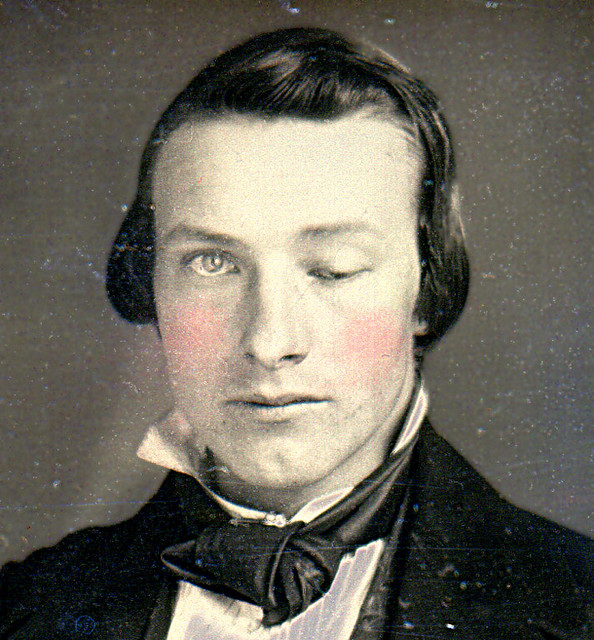
眼瞼下垂

眼瞼下垂（がんけんかすい）とは、先天的理由、後天的理由（眼筋疾患・加齢・コンタクトレンズ装用・自己免疫疾患等）により、上眼瞼（上まぶた）の機能に障害が生じ、瞼が開きづらくなる疾病の一つ。

## 分類
以下の3つに分類される
1. 先天性眼瞼下垂
  - 単純先天性眼瞼下垂、瞼裂狭小症候群 など、
2. 後天性眼瞼下垂
  - 腱膜性眼瞼下垂
    - 加齢性眼瞼下垂、ハードコンタクトレンズ眼瞼下垂 など、

  - 神経に問題がある眼瞼下垂
    - 重症筋無力症、動眼神経麻痺（脳梗塞、脳動脈瘤など）

  - 筋肉に問題がある眼瞼下垂
    - ミトコンドリアミオパチー、筋強直性ジストロフィー など、
3. 偽眼瞼下垂
  - 眼瞼皮膚弛緩症、眉毛下垂、眼瞼痙攣、眼球陥凹、小眼球症 など、

## 症状
視界が制限され、無意識に眉毛を挙上して瞼を開こうとするため、あるいは顎を挙上するため、頭痛や肩こり、腰痛、まぶたを開ける筋肉に過度な負担がかかるため眼精疲労を併発することがある。
眼筋疾患による眼瞼下垂は、筋肉疲労により症状が出現し、休息により回復するのが特徴。片側性の場合非対称なので容易に気づきうるが、両側性の場合は対称性の変化なので、診察時に気づかれない場合がある。軽度の眼瞼下垂の場合、あまり自覚症状がないが、重症化すると、視界が制限された状態になるので、怪我や転倒、自動車事故などを誘発しうる疾患である。両眼性眼瞼下垂が長期にわたり放置されると、視力はあるのに、目が開かない状態で、機能的盲目に陥ることがまれにある。対症療法では治癒することはなく、原因となる疾患や行為に対処しないかぎり慢性的に進行する。軽度の眼瞼下垂でも頭痛、頚部痛、目の奥の痛み、鬱などの症状がでることもある。

## 治療法
眼瞼下垂は症状名であり、その治療は原因疾患によって異なる。自己免疫疾患の結果として生じた眼瞼下垂に対しては、原因疾患に対する薬物療法が十分行われた上で、まだ残存する下がり幅については手術が追加される事がある。より一般的な加齢に伴う変化や、ハードコンタクトレンズ長期使用等から発生した眼瞼下垂には手術が有効である。一部の眼科、形成外科または美容外科において手術が行われている。
手術方法として、瞼の表の皮膚側から切開を行う経皮法と、瞼の裏の結膜側から手術を行う経結膜法が存在するが、日本の保険診療においては大多数の病院が皮膚の切開を伴う手術法を行なっており、経結膜法を実施している保険医療機関はきわめて少ない。美容外科においては皮膚切開法と、切らない眼瞼下垂手術として結膜側から縫合糸を埋没させる手術法が行われているが、後者は近年行われはじめた方法であり、長期的な挙上効果が切開法と同等にあるかは不明。眼瞼下垂がある患者の場合、埋没法で作成した二重瞼が早い時期に消失する可能性に注意が必要とされている。
皮膚切開法では重瞼形成術と同じく上眼瞼上の皮膚を切開し、上眼瞼挙筋（levator palpebrae superioris）から続いている眼瞼挙筋腱膜（levator aponeurosis）を眼瞼瞼板（tarsal plate）に縫合したり、ミュラー筋（Muller's muscle）（場合により結膜も）を短縮する手術を行うことにより、治療できる。ただし、この方法を、眼瞼挙筋の挙上力が著しく弱い症例に適応した場合、兎眼を生じることがある。その場合、ベル現象が認められない症例では角膜の障害はより重度となる。
一日の中で症状の強さが変動するケースでは、術後兎眼にならないようにする調整が難しく、眼瞼手術に精通した術者によって手術が行われている。
治療法としては最近整容的見地を重視する患者が増え、挙筋前転術やNILT法(Non incisional levator tacking technique)を選ぶ患者が増えているが、先天性眼瞼下垂でしばしば見られる挙筋機能がほとんどない患者には、自己の筋膜やゴアテックス等人工素材を用いた前頭筋吊り上げ術を要することがある。高齢で皮膚の余剰が多いことから挙筋やミュラー筋の前転のみでは瞼の皮膚がかぶさり視野を妨げる場合は、上瞼の皮膚切除が行われる事もある。皮膚切除の方法として近年、眉毛の下の皮膚を切除する眉毛下皮膚切除術が徐々に普及している。これは美容外科では眉下切開・上眼瞼リフトなどとも呼ばれる。　
手術以外の対処法としては、テープ貼付で瞼を引き上げたり、クラッチ眼鏡を使用することで、短時間なら視野を確保できる。